# Horabagrus
Horabagrus es un género de peces actinopeterigios de agua dulce, distribuidos como endemismo por ríos de Kerala, al sur de la India.

## Especies
Existen tres especies reconocidas en este género:
- Horabagrus brachysoma (Günther, 1864)
- Horabagrus melanosoma Plamoottil y Abraham, 2013
- Horabagrus nigricollaris Pethiyagoda y Kottelat, 1994